# Formula 3 Euro Series 2007
F3 Euroseries-säsongen 2007 kördes över 20 heat under 10 helger. Mästare blev Romain Grosjean för ASM.

## Delsegrare
| Datum           | Bana           | Vinnare 1       | Vinnare 2            |
| --------------- | -------------- | --------------- | -------------------- |
| 21-22 april     | Hockenheimring | Sébastien Buemi | Romain Grosjean      |
| 8-10 juni       | Brands Hatch   | Romain Grosjean | Edoardo Mortara      |
| 23-24 juni      | Norisring      | Romain Grosjean | Nico Hülkenberg      |
| 30 juni-1 juli  | Magny-Cours    | Kamui Kobayashi | James Jakes          |
| 14-15 juli      | Mugello        | Romain Grosjean | Franck Mailleux      |
| 28-29 juli      | Zandvoort      | Romain Grosjean | Nico Hülkenberg      |
| 1-2 september   | Nürburgring    | Nico Hülkenberg | Harald Schlegelmilch |
| 22-23 september | Barcelona      | Edoardo Mortara | Renger van der Zande |
| 29-30 september | Nogaro         | Romain Grosjean | Sébastien Buemi      |
| 13-14 oktober   | Hockenheimring | Nico Hülkenberg | Sébastien Buemi      |

## Slutställning
| Plats | Förare               | Poäng |
| ----- | -------------------- | ----- |
| 1     | Romain Grosjean      | 106   |
| 2     | Sébastien Buemi      | 95    |
| 3     | Nico Hülkenberg      | 72    |
| 4     | Kamui Kobayashi      | 59    |
| 5     | James Jakes          | 42    |
| 6     | Yelmer Buurman       | 40    |
| 7     | Franck Mailleux      | 38    |
| 8     | Edoardo Mortara      | 37    |
| 9     | Tom Dillmann         | 23    |
| 10    | Jean Karl Vernay     | 23    |
| 11    | Renger van der Zande | 21    |
| 12    | Yann Clairay         | 13    |
| 13    | Dani Clos            | 13    |
| 14    | Harald Schlegelmilch | 8     |
| 15    | Edoardo Piscopo      | 8     |
| 16    | Tim Sandtler         | 8     |
| 17    | Filip Salaquarda     | 3     |
| 18    | Michael Patrizi      | 1     |

## Rookiemästerskapet

### Delsegrare
| Bana         | Vinnare          | Vinnare          |
| ------------ | ---------------- | ---------------- |
| Hockenheim   | Franck Mailleux  | Jean Karl Vernay |
| Brands Hatch | Edoardo Mortara  | Edoardo Mortara  |
| Norisring    | Edoardo Mortara  | Tom Dillmann     |
| Magny-Cours  | Yann Clairay     | Jean Karl Vernay |
| Mugello      | Jean Karl Vernay | Franck Mailleux  |
| Zandvoort    | Yann Clairay     | Tom Dillmann     |
| Nürburgring  | Edoardo Piscopo  | Dani Clos        |
| Barcelona    | Edoardo Mortara  | Tom Dillmann     |
| Nogaro       | Edoardo Mortara  | Jean Karl Vernay |
| Hockenheim   | Edoardo Mortara  | Edoardo Mortara  |

### Slutställning
| Plats | Förare           | Poäng |
| ----- | ---------------- | ----- |
| 1     | Edoardo Mortara  | 99    |
| 2     | Franck Mailleux  | 93    |
| 3     | Jean Karl Vernay | 77    |
| 4     | Yann Clairay     | 75    |
| 5     | Dani Clos        | 70    |
| 6     | Tom Dillmann     | 59    |